# سار سقطرا
سار سُقُطرا (نام علمی: Onychognathus frater) نام یک گونه از تیره سار است.